# 伯德角 (帕爾默地)
伯德角（英語：Cape Byrd），是南極洲的海岬，位於帕爾默地，處於沙爾科島的西北端，在1929年12月29日由英國探險隊拍攝空中照片和繪入地圖，現時由南極條約體系管理。